# Cmentarz przy ul. Brackiej w Katowicach
Cmentarz przy ul. Brackiej w Katowicach − cmentarz parafialny parafii św. Jana i Pawła w Dębie, zlokalizowany przy ulicy Brackiej, na pograniczu katowickich dzielnic Dąb i os. Tysiąclecia.
Cmentarz powstał w 1894. Po 1952 władze miejskie nakazały ekshumację ciał z fragmentu cmentarza. Na tym miejscu wybudowano przepompownię wody.
Na cmentarzu istnieje historyczna neogotycka kaplica.
Początkowo cmentarz miał powierzchnię 1 ha i 24 arów, w 1917 dokupiono 69 arów gruntu. Teren wraz ze starodrzewem został objęty ochroną konserwatorską. Obecnie cmentarz ma powierzchnię 2,343 ha (w tym 2,3365 ha w granicach ogrodzenia).

## Pochowani
Są na nim pochowani górnicy, polegli w pożarze w kopalni „Cleophas” (późniejszy „Kleofas”) z 3 na 4 marca 1896 (grób zbiorowy, zginęło wówczas 104 górników). 
Na cmentarzu pochowani są również m.in.:
- powstańcy śląscy z lat 1919−1921 (pochowani w kwaterze wojennej)[8],
- Janusz Chmielowski (1878-1968) – inżynier budowy maszyn, matematyk,
- Jan Paściak (1921-1987) − chemik, profesor Uniwersytetu Śląskiego[3],
- Henryk Przybylski (1938–2011) – politolog, profesor Akademii Ekonomicznej w Katowicach.